# 토블론 라인

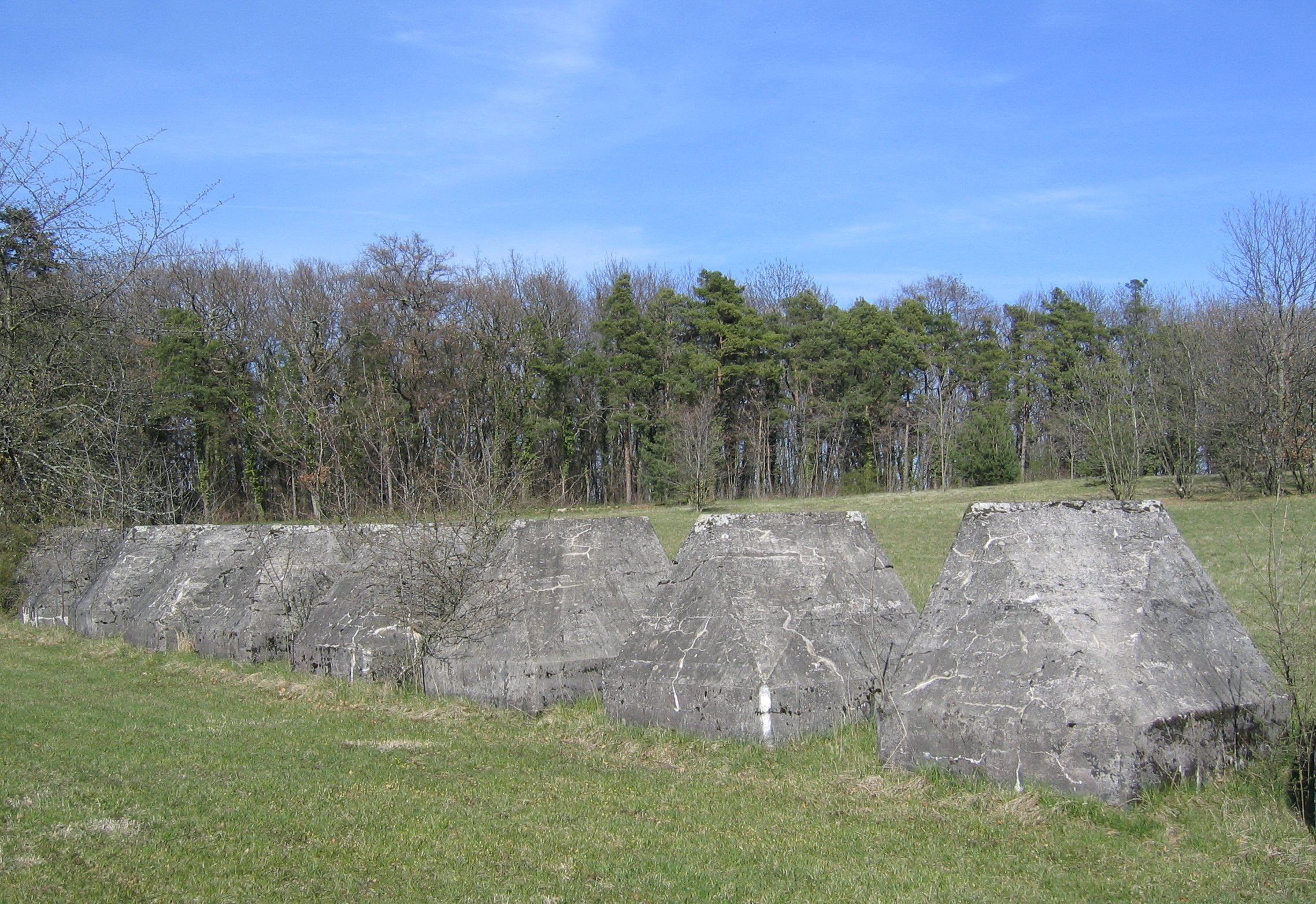
제네바 호수 인근의 용치

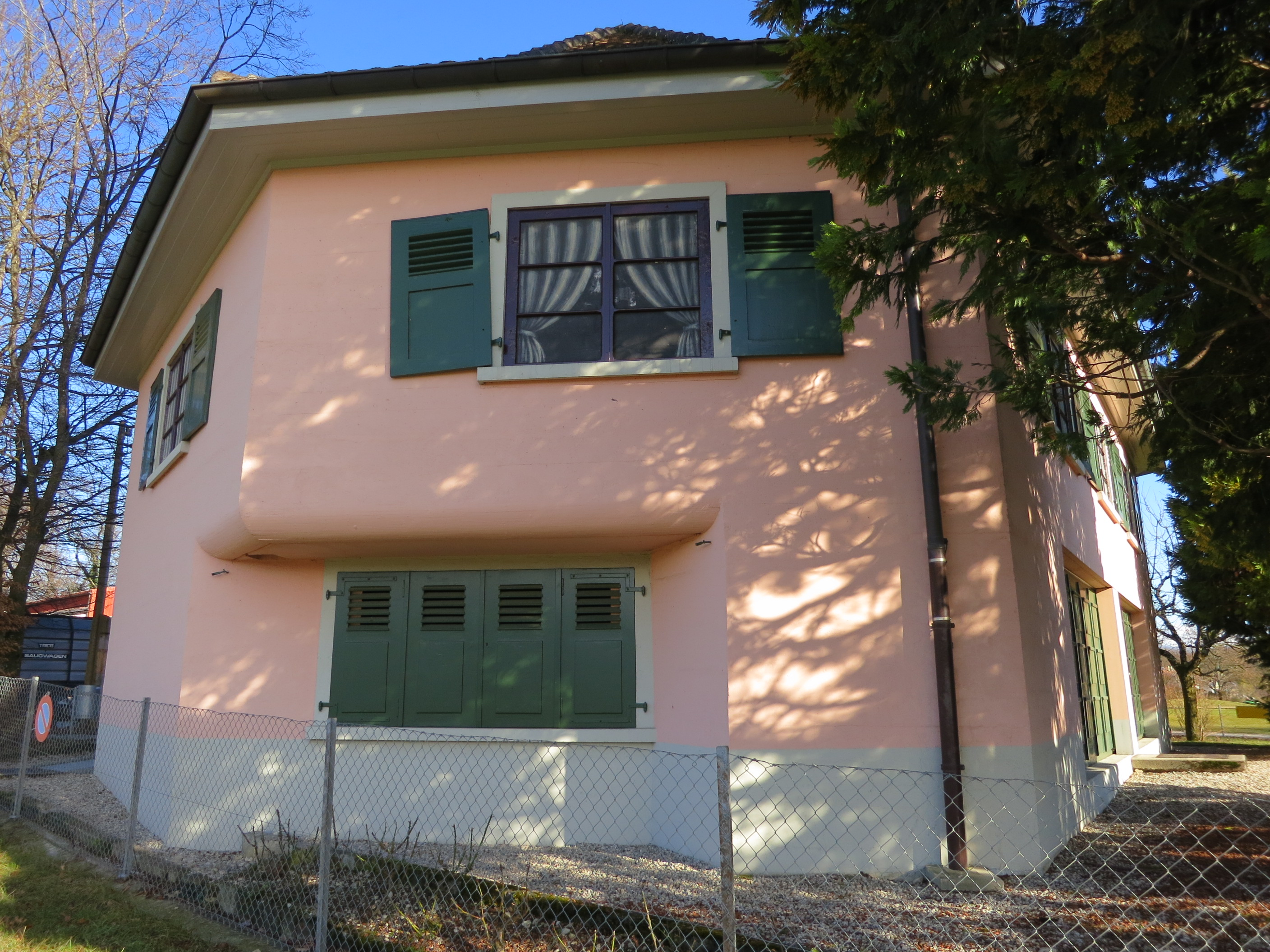
"빌라 로즈" 요새

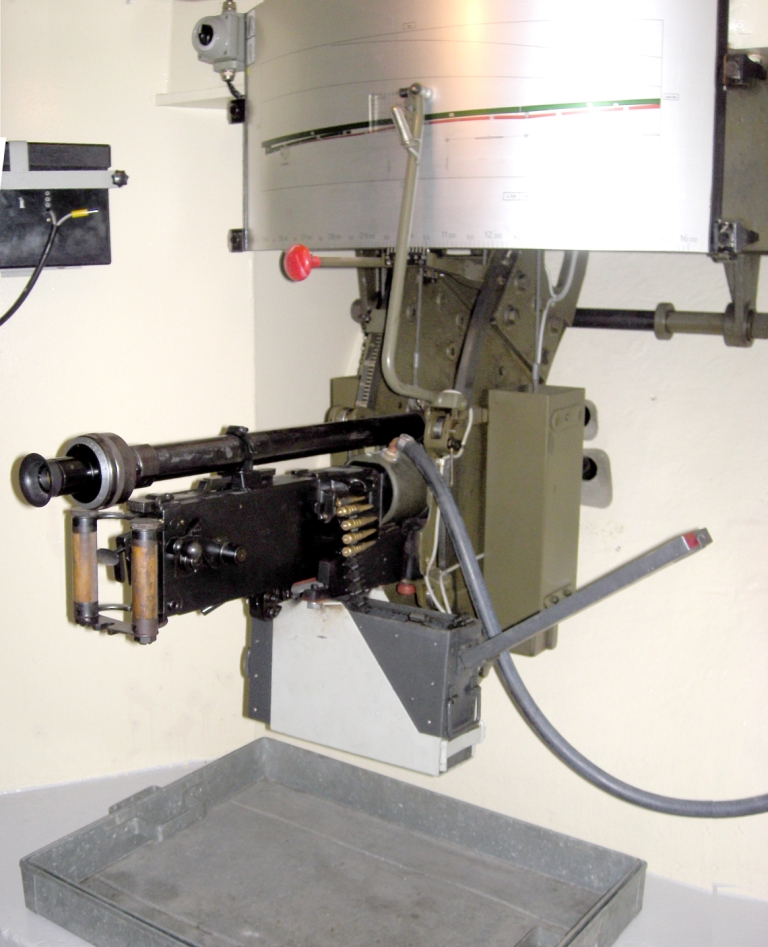
"Villa Rose"의 Maxim 기관총 모델 11

토블론 라인은 스위스의 Bassins 와 Prangins 사이에 있는 방어선이다. 길이는 약 10km로 제2차 세계대전 동안 지어졌으며, 용치로 이루어져 있다. 이 방어선은 스위스 전역에서 볼 수 있지만 주로 국경 지역에 있다. 토블론 라인의 목적은 탱크를 이용한 침공을 막는 것이었다. 방어수단은 9톤짜리 용치로 2,700개나 설치되어 있다. 스위스의 초콜릿 토블레로네와 설치된 용치의 모양이 비슷하여 그 이름을 딴 것이다. 이 방어선은 건설 이후 방치되었는데, 용치를 유지하고 경로를 따라 하이킹 코스를 만들기로 결정했다.
토블론 라인에는 방어선을 따라 12개의 요새가 있는데, 가장 유명한 것은 Gland 지역의 빌라 로즈 요새(Villa Rose)이다. 현재는 요새를 박물관으로 개조하여 2006년에 일반인에게 공개되었다.